# Юрків Зіновій Миронович
Юрків Зіновій Миронович (10 червня 1978 року) — начальник Вінницької державної зональної лісонасінневої інспекції, кандидат сільськогосподарських наук, доцент кафедри лісівництва та кормовиробництва Вінницького національного аграрного університету, член-кореспондент Лісівничої академії наук України (ЛАНУ).

## Біографія
Зіновій Миронович народився 10 червня 1978 року в селі Козаківка Долинського району Івано-Франківської області. У 2000 році закінчив Український державний лісотехнічний університет (Національний лісотехнічний університет України) за спеціальністю «лісове господарство», кваліфікація — «Інженер лісового господарства». У 2001 році зарахований здобувачем наукового ступеня кандидата сільськогосподарських наук при аспірантурі Українського державного лісотехнічного університету, а з 1 грудня 2002 року поступив до аспірантури без відриву від виробництва, яку закінчив у 2006 році. Кандидатську дисертацію на тему «Бархат амурський (Phellodendron amurense Rupr.) в лісових культурах Західного Лісостепу України» за спеціальністю 06.03.01 — лісові культури та фітомеліорація захистив у Національному лісотехнічному університеті України у 2007 році.
У 2000 році розпочав трудову діяльність, був прийнятий на посаду інженера першої категорії до Львівської державної зональної лісонасіннєвої станції «Укрдержліснасіння». У березні 2001 року переведений на посаду заступника директора, а в грудні 2003 року, у зв'язку з перейменуванням установи, працював на посаді заступника начальника Львівської державної зональної лісонасіннєвої інспекції. З 2002 по 2009 рік — за сумісництвом асистент кафедри лісових культур та лісової селекції Національного лісотехнічного університету України. З лютого 2009 року очолює Вінницьку державну зональну лісонасіннєву інспекцію. З 2011 року працює на посаді доцента кафедри лісівництва та кормовиробництва Вінницького національного аграрного університету (ВНАУ). Викладає дисципліни: дендрологія та лісові культури.

## Наукові праці
Основні напрямки наукових досліджень: лісове насінництво, лісове розсадництво, лісовідновлення, лісорозведення та інтродукція деревних рослин. За роки трудової та наукової діяльності опублікував понад 20 наукових і навчально-методичних праць:
- Дебринюк Ю. М., Юрків З. М. Лісові культури модрини європейської в умовах Розточчя-Опілля // Науковий вісник / Збірка науково-технічних праць: Охорона біорізноманіття: теоретичні та прикладні аспекти. — Львів: УкрДЛТУ, 2000. — Випуск 10.3. — С. 94-104.
- (рос.) Юркив З. М. К вопросу об интродукции бархата амурского в лесные насаждения Западной Лесостепи Украины // Сборник научных трудов Института лесоводства НАН Беларуси / (Вавиловские чтения). — Гомель, 2003. — Выпуск 59. — С. 310–314.
- Юрків З. М. Поширення бархата амурського в лісових насадженнях України // Науковий вісник / Збірка науково-технічних праць: Стан і тенденції розвитку лісівничої освіти, науки та лісового господарства в Україні. — Львів: УкрДЛТУ, 2004. — Випуск 14.6. — С. 180–186.
- Юрків З. М. Фізико-механічні властивості деревини бархата амурського в умовах Західного Лісостепу України // Науковий вісник / Збірка науково-технічних праць. — Львів: НЛТУ України, 2008. — Випуск 18.2. — С. 51-57.
- Юрків З. М., Дебринюк Ю. М. Агротехніка створення та вирощування лісових культур за участю Phellodendron amurense Rupr. // Наукові праці Лісівничої академії наук України: збірка наук праць. — Львів: РВВ НЛТУ України. 2009. — Випуск 7. — С. 70-76.
- Юрків З. М. Формова різноманітність оксамитника амурського за будовою кори та перспективи використання корка // Наукові праці Лісівничої академії наук України: збірка наук праць. — Львів: РВВ НЛТУ України, 2010. — Випуск 8. — С. 73-76.
- Юрків З. М. Бархат амурський у лісових культурах Західного Лісостепу України. — Вінниця: «Вінницька міська друкарня», 2011. — 269 с. ISBN 978-617-530-122-7